# Chiasmopes signatus
Chiasmopes signatus là một loài nhện trong họ Pisauridae.
Loài này thuộc chi Chiasmopes. Chiasmopes signatus được Mary Agard Pocock miêu tả năm 1902.